# Clinopodium

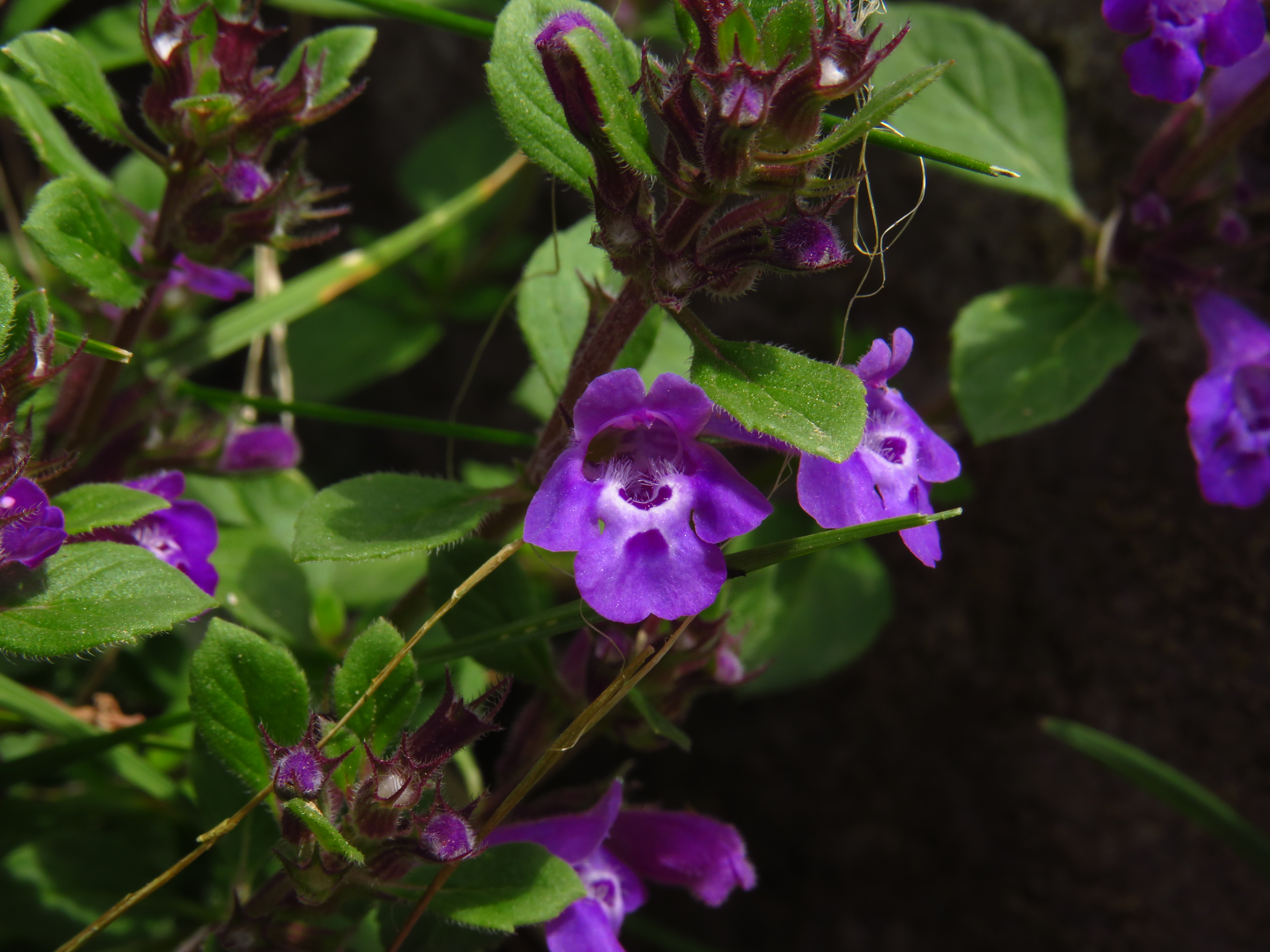
Clinopodium alpinum en el Valle de Nuria (Gerona, España).

Clinopodium es un género de plantas de la familia Lamiaceae. Comprende 271 especies descritas y de estas, solo 142 aceptadas.

## Denominación
El nombre taxonómico procede del griego klino (cama) y podion (pie o pie pequeño).

## Descripción
Son hierbas perennes, o menos frecuentemente anuales, o arbustos. Hojas simples, glabras a pubescentes, los tricomas simples, los márgenes dentados a enteros, algunas veces revolutos, pecioladas a subsésiles.
Inflorescencias de cimas axilares, opuestas, éstas algunas veces reducidas a una flor, en Mesoamérica los pares de cimas bien separados, el pedúnculo de las cimas ausente a bien desarrollado. Flores bisexuales o estaminadas, zigomorfas, pediceladas a sésiles, pedicelos generalmente con una bractéola subyacente. Cáliz generalmente cilíndrico o tubular-campanulado, actinomorfo a 2-labiado (Mesoamérica), 5-lobado, los 2 lobos inferiores generalmente libres por encima del tubo, los 3 lobos superiores generalmente fusionados parcialmente formando un labio apicalmente 3-lobado, estos lobos generalmente más cortos que los lobos del labio inferior, algunas veces curvando hacia arriba. Corola blanca a azul, color lavanda, roja o anaranjada (rara vez amarilla), el tubo generalmente recto o gradualmente arqueado, rara vez basalmente geniculado, generalmente ampliándose gradualmente desde la base hacia el ápice, rara vez abruptamente expandido, el limbo 2-labiado, o rara vez subrotado y no aparentemente 2-labiado; labio inferior frecuentemente más grande, generalmente doblado hacia abajo o recto, generalmente 3-lobado, el lobo medio algunas veces emarginado; labio superior generalmente cuculado o recto escasamente, generalmente emarginado. Estambres 4 (rara vez los 2 posteriores reducidos a estaminodios, todos con apariencia fértil en Mesoamérica), didínamos; anteras 2-tecas, divaricadas o paralelas, incluidas o exertas. Ovario 4-lobado, el disco simétrico, el ápice del estilo igual a desigualmente 2-partido.
Frutos en nuececillas elipsoidales a ovoides, obloides, obovoides, o subglobosas, con frecuencia ligeramente trígonas, lisas o diminutamente esculpidas.
Tiene un número de cromosomas de 2n = 10-72 (frecuentemente 18 o 20).

## Distribución y hábitat
Se encuentran principalmente en el Nuevo Mundo (templado y tropical) y Eurasia, con unas pocas especies en África, Asia tropical e Indomalasia.

## Ecología
Especies de Clinopodium son utilizadas como alimento por las larvas de algunas Lepidoptera incluyendo Coleophora albitarsella.

## Taxonomía
El género fue descrito por  Carlos Linneo y publicado en Species Plantarum 2: 587–588. 1753. La especie tipo es: Clinopodium vulgare 

## Algunas especies
- Clinopodium arkansanum
- Clinopodium ascendens
- Clinopodium ashei
- Clinopodium brownei
- Clinopodium chandleri
- Clinopodium coccineum
- Clinopodium dentatum
- Clinopodium douglasii
- Clinopodium georgianum
- Clinopodium glabellum
- Clinopodium gracile
- Clinopodium grandiflorum
- Clinopodium mimuloides
- Clinopodium vulgare